# オリジナル
オリジナル とは、
1. 「最初のもの」という意味。また、何かに加工されたものの元となるもの。特に、複写、複製などに対して用いられる。本項で詳述する。
2. 「独自のもの」という意味。既製品に個人や販売店などが加工や機能を追加したもののこと。本義的な「オリジナル」は前述の1のものとなるため、誤った用法であるが、一般的に使われている。正しくは、「オリジナル」ではなく「ユニーク」である。

## 用例
- 原曲 - アレンジ、カバーされた曲に対しての、アレンジされる前の曲。
- コピー元 - コピーされたもの（レプリカ）に対しての、コピーされる元となったもの。
- 原本 - 参照、引用、脚色、翻訳された本に対しての、それらがなされる前の本。
- 原作 - 小説化、ドラマ化、映画化、アニメ化、コミカライズなどのメディアミックスがなされた作品に対しての、大元となった作品。
- オマージュ、パロディされた作品の元になったもの。
- 派生製品の元となった製品。例えばコカコーラでは「ゼロシュガー」や「ゼロカフェイン」といった派生製品に対し、もともとのコカコーラを「オリジナル」としている。
- 改造、修復前の車。改造や部品が交換された自動車に対しての、それらがなされる前の状態の車両。（ノーマル、ストックなどとも）
- スタジオ・アルバムのことを「オリジナル・アルバム」と呼ぶ場合がある。おもにそのアルバムのために録音された音楽が収録されたアルバムのこと。対するものは客を入れた生演奏を収録したライブアルバムや過去に販売されたシングルやオリジナル・アルバムから曲を収録した「ベスト盤」や「シングル集」など。
- サッカーでは、イングランドのイングリッシュ・フットボールリーグや日本のJリーグ創設時のクラブ（チーム）を呼称する。日本の場合は「オリジナル10」と呼ばれる。

## オリジナリティ
オリジナリティ (Originality) とは一般的に独創性と訳される。上野千鶴子によれば、オリジナリティとは「すでにある情報の集合に対する距離のこと」である。オリジナリティは論文の鍵だが、ウィキペディアは独自の研究を許可してない。アインシュタインの相対性理論は、研究のオリジナリティの一例である。 日本認知心理学会の見方では、オリジナリティは発想的と社会的に分けられ、発想的オリジナリティは重要であるが、相対性理論を再発明しても社会的オリジナリティはないと言われている。一般的に、研究賞は社会的オリジナリティに与えられることが多く、世界は日本の学者ならではの発想的オリジナリティを認識していない可能性があるため、独立した賞を与える必要がある。
用例 - 旋律が類似しているxxという楽曲に対して、この楽曲がオリジナリティを保持しているのかどうかはしばしば議論がなされるところである。

## 誤用・混乱を招く用法
元となるものに対して、改変し作成したほうのものを、「独自」に改造したという意味からオリジナルと呼ぶ例があるが、この用法は誤りであるばかりでなく、混乱を起こすおそれがある。例えば、ある曲の「オリジナル版」といえば、それは元の曲を指すべきであって、それを「独自」にアレンジしたものを「オリジナル版」と称すのは誤りである。
また、完全に誤った用法でなくとも混乱を起こす場合がある。例えば、数枚のCDから自分の好きな曲を選んで複製しコンピレーションアルバムを作った場合、これを「自分のオリジナルのアルバム」と呼ぶことは一般的であると考えられるが、複製元のそれぞれのCDは「複製先のコンピレーションアルバムに対するオリジナルのCD」である。
自動車の場合、中古車などで塗装を独自の色で塗り替えた車両に対して「オリジナル・カラー(塗装)」などと表記されている事がよくあるが本来「オリジナルカラー」とは、自動車製造社(メーカー)によって新車時に工場で塗られていた色のことを指すので、この用法は混乱を招く可能性が高い。その場合は、「独自配色」「独自カラー」や「カスタムカラー」などと表現した方が明確である。
日本の旧車雑誌である『Old-timer』では、改造や修復などを受けていないオリジナルのままの車に対し、あえて「未再生原型車」という呼称を用いている。
新規の場合も当然「オリジナル」であるが、派生物が作られていない場合で独自性を強調する場合は、オリジナルではなく、「特製」や「スペシャル」などの用語を使う方が混乱が少ない。